# Trzaski (województwo wielkopolskie)
Trzaski – osada w Polsce położony w województwie wielkopolskim, w powiecie krotoszyńskim, w gminie Zduny. Miejscowość wchodzi w skład sołectwa Baszków.
W okresie Wielkiego Księstwa Poznańskiego (1815-1848) miejscowość wzmiankowana jako folwark Trzaska należała do wsi mniejszych w ówczesnym pruskim powiecie Krotoszyn w rejencji poznańskiej. Folwark Trzaska należał do okręgu kobylińskiego tego powiatu i stanowił część majątku Baszkowo, którego właścicielem był wówczas Aleksander Mielżyński. Według spisu urzędowego z 1837 roku wieś liczyła 42 mieszkańców, którzy zamieszkiwali dwa dymy (domostwa).
W latach 1975–1998 miejscowość administracyjnie należała do województwa kaliskiego.
Katoliccy mieszkańcy Trzasków należą do Parafii p.w. Świętej Trójcy w Lutogniewie.